# Губановые

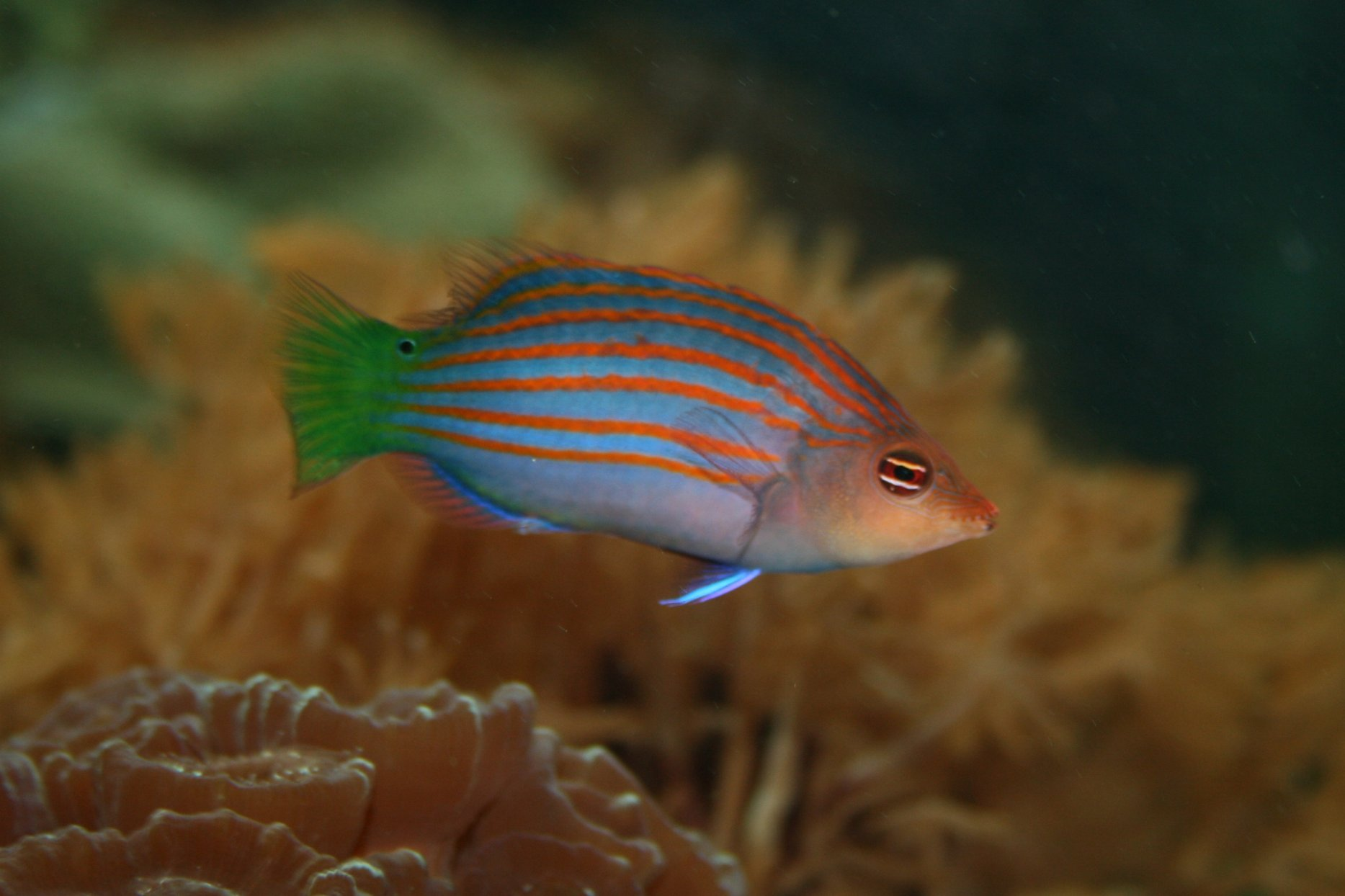
Pseudocheilinus hexataenia

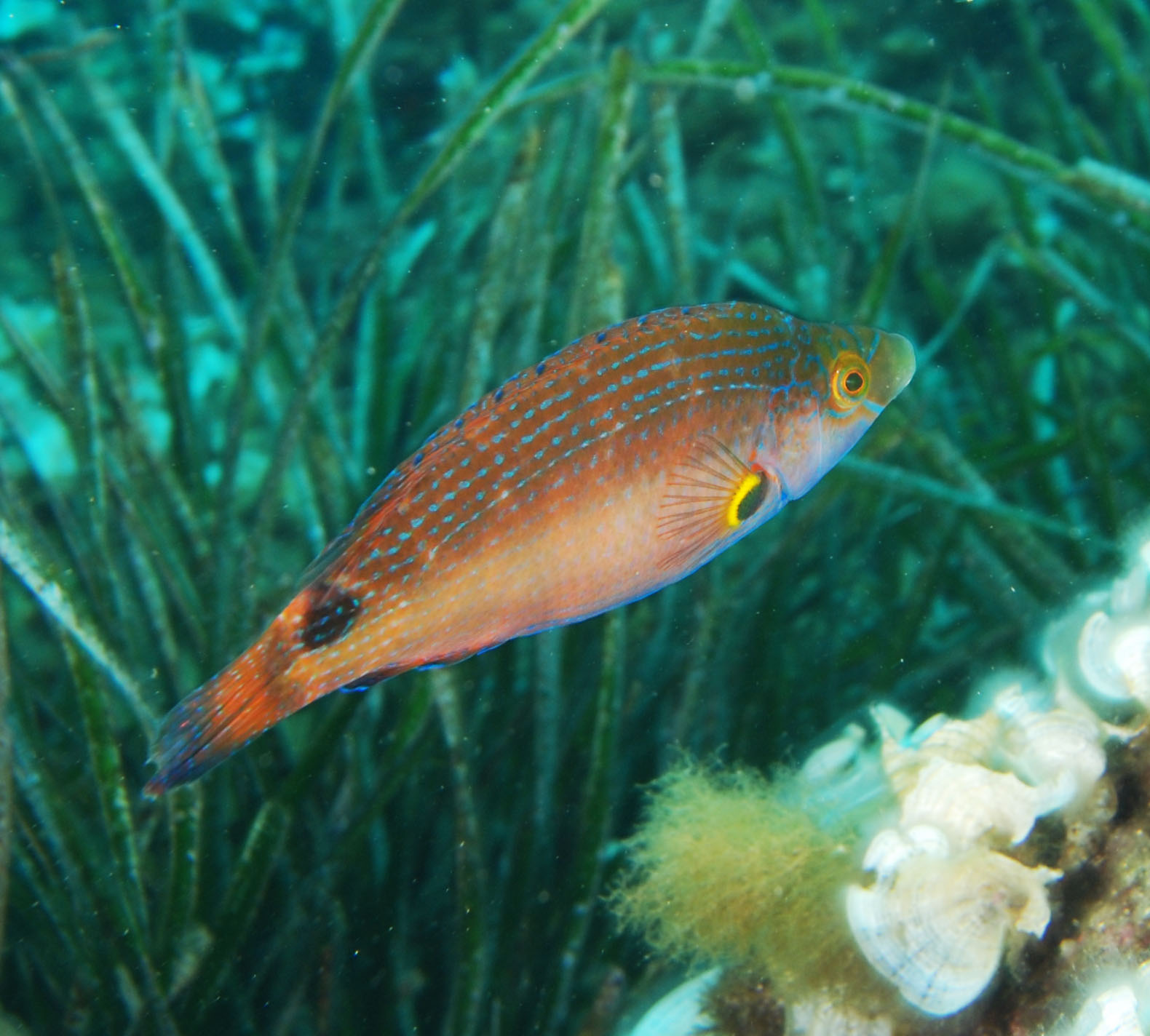
Symphodus mediterraneus

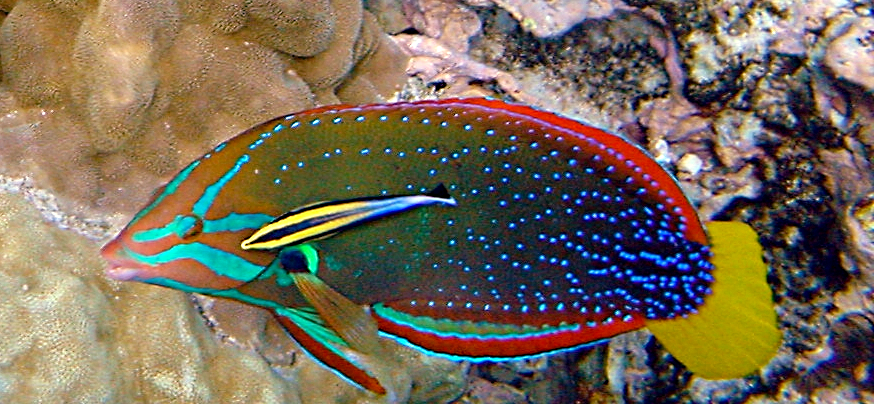
Coris gaimard и Labroides phthirophagus

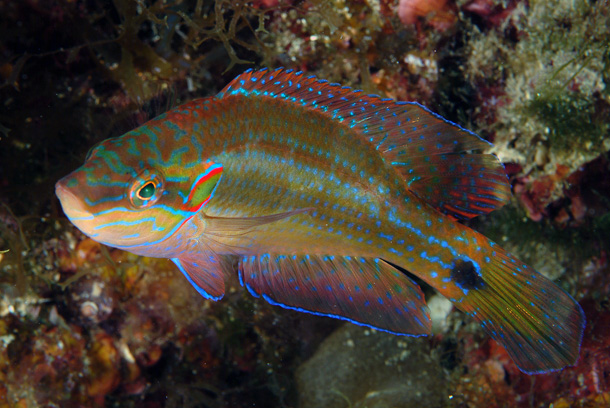
Symphodus ocellatus

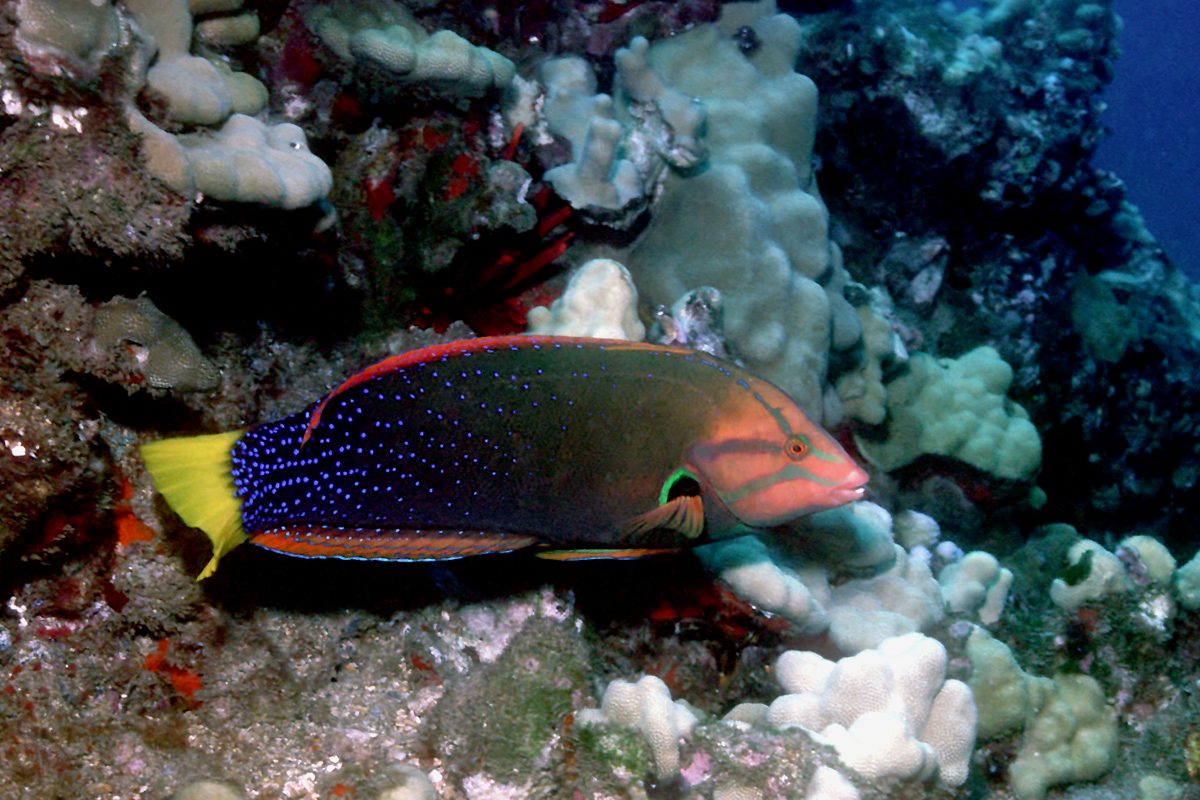
Coris gaimard

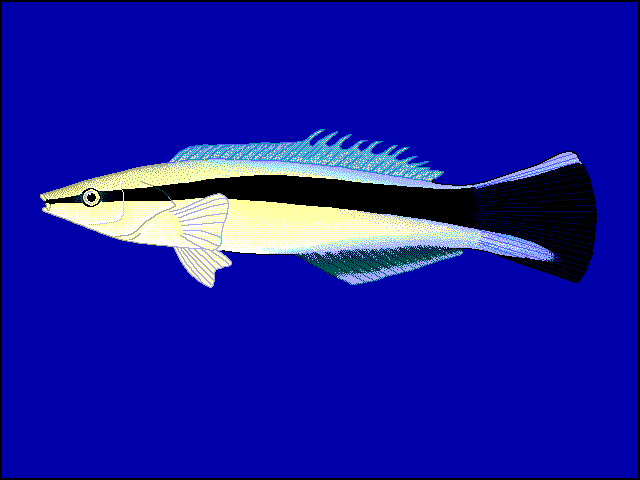
Labroides dimidiatus

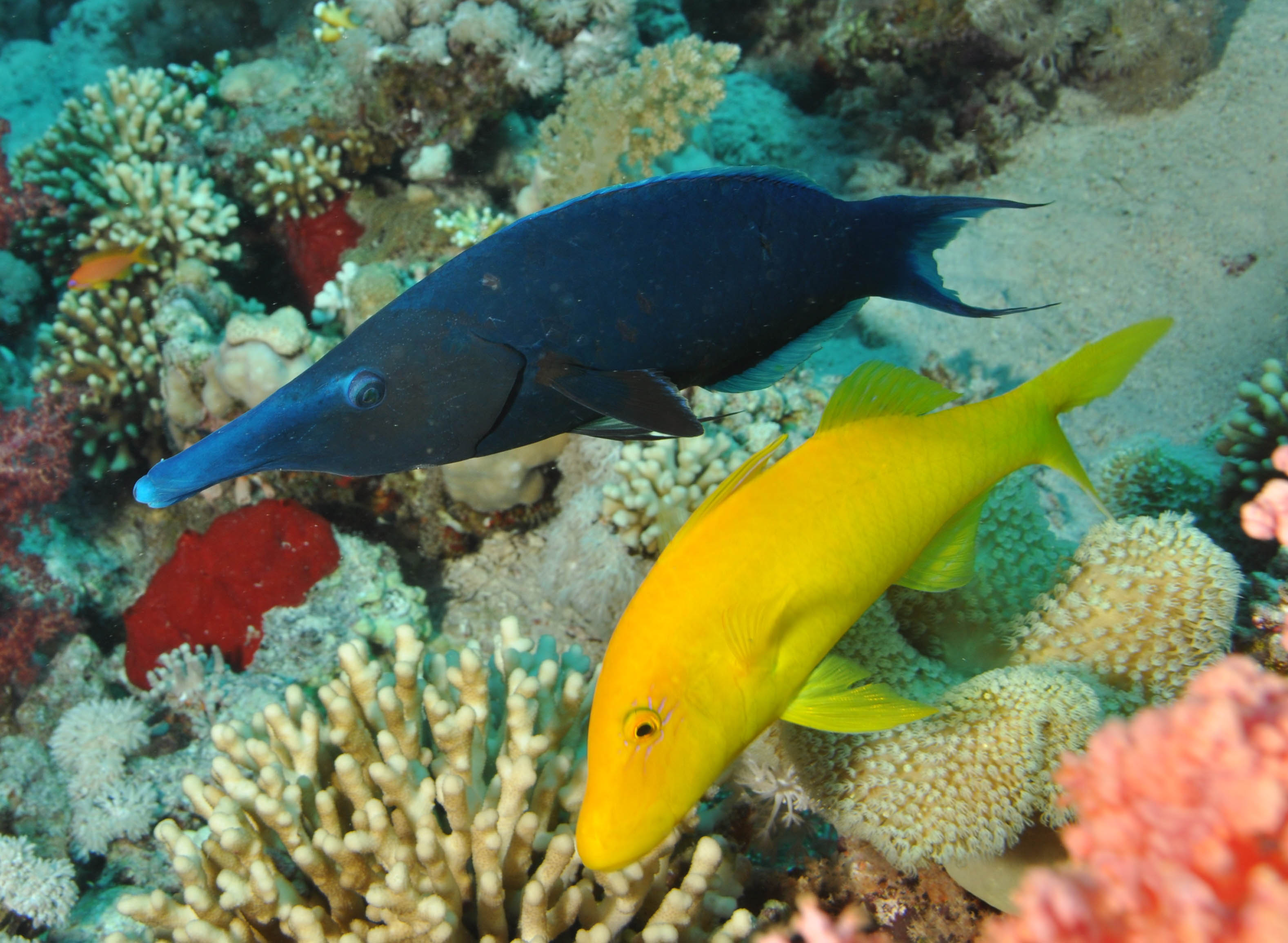
Gomphosus caeruleus (вверху)

Губановые (лат. Labridae) — семейство лучепёрых рыб из отряда окунеобразных (подотряд губановидные)

## Описание
Среди рыб есть и совсем крохотные, представители рода Labroides, длина взрослой особи которых не превышает 6—7 см, и огромные рыбы, такие, как хейлины (Cheilinus), длина которых достигает 2,5 метров, а масса до 200 кг (Cheilinus undulatus).
Губановые — это рыбы с удлинённым телом, покрытым крупными циклоидными чешуями.
Имеет небольшой обычно выдвижной рот с толстыми и мясистыми губами, на внутренней стороне которых находятся складки.
Зубы обычно конической или резцевидной формы.
Расцветка губановых очень разнообразная и яркая. Рыбы могут сочетать в окраске всё многообразие цветовой гаммы. У многих видов цветовая гамма изменяется в течение жизни, молодь резко отличается от взрослой особи.
Также различен окрас у самок и самцов. Часто самки менее яркие и могут иметь совершенно другой окрас, нежели самцы, из-за чего долгое время учёные относили рыб одного вида к разным.
Окраска губановых наблюдается только у живых рыб, после смерти она быстро исчезает.
Некоторые виды губановых могут флюоресцировать.

## Ареал
Все губановые обитают в прибрежных районах, у каменистых и заросших водорослями берегов и у коралловых рифов.

## Питание
Губановые питаются в основном моллюсками, дробя их крепкими зубами, и другими донными беспозвоночными. Есть виды, которые питаются и растительной пищей.

## Поведение
Губаны живут одиночками, каждая особь занимает собственный территориальный участок, который она охраняет от других губановых.
У всех рыб этого семейства есть интересная особенность — ночной сон, в который они впадают с наступлением темноты. Многие из них на ночь зарываются в песок, а некоторые, подобно рыбам-попугаям, окутывают себя слизистым коконом.

## Классификация
В семействе губановых 69 родов с 505 видами:
- Acantholabrus Valenciennes, 1839 — Акантолабрусы
- Achoerodus Gill, 1863 — Синие гроперы
- Ammolabrus Randall & Carlson, 1997
- Anampses Quoy & Gaimard, 1824 — Двузубые губаны
- Anchichoerops Barnard, 1927 — Натальские губаны
- Austrolabrus Steindachner, 1884 — Южноавстралийские губаны
- Bodianus Bloch, 1790 — Бодианы
- Centrolabrus Günther, 1861 — Центролабрусы
- Cheilinus Lacepède, 1801 — Хейлины
- Cheilio Lacepède, 1802 — Длинные губаны
- Choerodon Bleeker, 1847 — Клыкастые губаны
- Cirrhilabrus Temminck & Schlegel, 1845 — Циррилабрусы
- Clepticus Cuvier, 1829
- Conniella Allen, 1983
- Coris Lacepède, 1801 — Морские юнкеры, или корисы
- Ctenolabrus Valenciennes, 1839 — Гребенчатые губаны
- Cymolutes Günther, 1861 — Цимолюты
- Decodon Günther, 1861 — Декодоны
- Diproctacanthus Bleeker, 1862
- Doratonotus Günther, 1861
- Dotalabrus Whitley, 1930
- Epibulus Cuvier, 1815 — Большеротые губаны
- Eupetrichthys Ramsay & Ogilby, 1888
- Frontilabrus Randall & Condé, 1989
- Gomphosus Lacepède, 1801 — Гомфозы, или губаны-клюворылы
- Halichoeres Rüppell, 1835 — Донцеллы
- Hemigymnus Günther, 1861 — Толстогубые губаны
- Hologymnosus Lacepède, 1801 — Многочешуйные губаны
- Iniistius Gill, 1862
- Labrichthys Bleeker, 1854 — Лабрихты
- Labroides Bleeker, 1851 — Губанчики
- Labropsis Schmidt, 1931 — Лабропсисы
- Labrus Linnaeus, 1758 — Губаны
- Lachnolaimus Cuvier, 1829 — Длиннопёрые губаны, или перро
- Lappanella Jordan, 1890 — Лампанеллы
- Larabicus Randall & Springer, 1973
- Leptojulis Bleeker, 1862 — Лептоюлисы
- Macropharyngodon Bleeker, 1862 — Макрофарингодоны, или большезубые губаны
- Malapterus Valenciennes, 1839
- Minilabrus Randall & Dor, 1980 — Минилабрусы, или малые губаны
- Notolabrus Russell, 1988
- Novaculichthys Bleeker, 1862 — Новакулихты, или рыбы-ножи
- Novaculoides Randall & Earle, 2004
- Ophthalmolepis Bleeker, 1862
- Oxycheilinus Gill, 1862
- Oxyjulis Gill, 1863 — Губаны-сеньориты
- Paracheilinus Fourmanoir, 1955
- Parajulis Bleeker, 1865
- Pictilabrus Gill, 1891 — Губаны-сенаторы
- Polylepion Gomon, 1977 — Полилепионы
- Pseudocheilinops Schultz, 1960
- Pseudocheilinus Bleeker, 1862 — Псевдохелины
- Pseudocoris Bleeker, 1862 — Псевдокорисы
- Pseudodax Bleeker, 1861 — Псевдодаксы
- Pseudojuloides Fowler, 1949 — Псевдоюлоидесы
- Pseudolabrus Bleeker, 1862 — Лжегубаны
- Pteragogus Peters, 1855 — Птерагогусы
- Sagittalarva Victor, Alfaro & Sorenson, 2013
- Semicossyphus Günther, 1861 — Зубчатые губаны
- Stethojulis Günther, 1861 — Стетоюлисы
- Suezichthys Smith, 1958 — Суезихты
- Symphodus Rafinesque, 1810 — Зеленушки
- Tautoga Mitchill, 1814 — Таутоги
- Tautogolabrus Günther, 1862 — Куннеры
- Terelabrus Randall & Fourmanoir, 1998
- Thalassoma Swainson, 1839 — Талассомы
- Wetmorella Fowler & Bean, 1928 — Ветмореллы
- Xenojulis de Beaufort, 1939
- Xiphocheilus Bleeker, 1857
- Xyrichtys Cuvier, 1814 — Новакулы, или чистильщики (род)